# علي السيستاني
علي بن محمّد باقر بن علي الحُسَينيّ السيسْتانيّ (9 ربيع الأول 1349 هـ/ 4 أغسطس 1930 مـ) (ولقبه: السيّد آية الله العظمى) عالم مسلم وفقيه جعفري إيراني، ومرجع ديني للشيعة الاثنا عشرية الأصولية منذ عام 1992 مـ، ويُقيم في النجف، التي هي مركز لمدارس العلوم الدينية الرئيسية تسمى حوزة النجف. وهو من أكثر الشخصيات تأثيرًا في العراق نظرا لامتداد مرجعيته الدينية فكان له دور كبير في كثير من التحولات السياسية بعد تغيير النظام عام 2003 مـ، وأطلقت عليه الصحافة الأوربية لقب «دالاي لاما الشيعة» لمكانته. وقد أدرج في جميع طبعات «أكثر 500 مسلم تأثيرًا» في الغالب في المراكز العشرة الأولى منذ عام 2009 مـ. في عام 2005 مـ، أدرج اسمه ضمن أفضل أفضل 100 مفكر عالمي من قبل فورين بوليسي. وفي عامي 2005 و2014 مـ، رُشّح أيضًا لجائزة نوبل لجهوده في إرساء السلام.

## نسبه وأسلافه
هو علي بن محمد باقر بن علي الحسيني السيستاني الخراساني، والده هو محمد باقر كان من علماء، وجده علي توفي سنة 1340 هـ أحد أعلام الفقه والتدريس في النجف، وسَمِيُّهُ بعلي، ودرس في العراق وعاد إلى مشهد سنة 1318 هـ. ووالدته من عائلة علوية أيضًا وهي ابنة رضا المهرباني السرابي.
ينتمي علي السيستاني إلى عائلة معروفة هاشمية حسينية النسب سكنت أصفهان منذ أوائل القرن الحادي عشر الهجري وشهرته بالسيستاني ترجع إلى شهرة جده محمد الذي شغل منصب شيخ الإسلام في إقليم سيستان في أواخر العهد الصفوي.

## سيرته

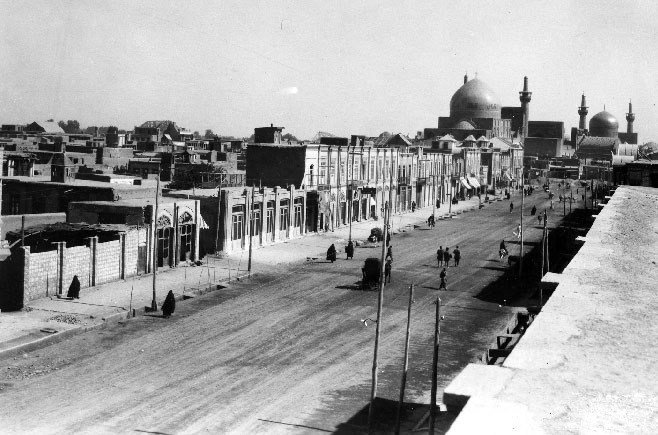
منظر عام من مدينة مشهد الإيرانية في عام 1935، حيث ولد السيستاني فيها سنة 1930 ونشأ ودرس بها حتى 1948.

وُلِد علي السّيستاني في اليوم التاسع من شهر ربيع الأول سنة 1349 هـ/ 3 أغسطس - آب 1930 مـ في مدينة مشهد الرضا بإيالة خراسان الإيرانية، خمس سنوات بعد إنشاء الدولة البهلوية فيها.

### تحصيله
تدرج السيستاني في طلب العلم فاهتم بالأوليات والمقدمات ثم الفقه والأصول والمعارف فأخذ علومه على كبار العلماء مثل مهدي بن إسماعيل الغروي الأصفهاني ومهدي الآشتياني وهاشم القزويني في مسقط رأسه.
ثم انتقل إلى قم سنة 1367هـ/ 1948م فدرس الفقه والأصول وعلم الرجال والحديث على حسين الطباطبائي البروجردي، وحضر درس محمد الحجة الكوهكمري، ومنها راسل العلماء وناقشهم في أمور فقهية منهم علي البهبهائي في الأحواز، الذي أجازه، وله أيضًا شهادة اجتهاد من آغا بزرك الطهراني.
وفي مطلع عام 1370/ نوفمبر 1950 غادر مدينة قم إلى النجف لاستكمال دراسته فسكن في مدرسة البُخارائي وداوم على حضور البحوث الفقهية والأصولية فترة طويلة لأبي القاسم الخوئي وحسين الحلي كما حضر بحوث محسن الحكيم ومحمود الشاهرودي. وحين بلغ الحادية والثلاثين من عمره سنة 1380هـ/ 1960م نال شهادة الاجتهاد المطلق من قبل أستاذيه الخوئي والحلي، ولم يمنح الخوئي مثل هذه الشهادة طوال عمره لسوى علي الفلسفي، والحلي فلم يمنح شهادة لسوى السيستاني.

## مهنته

### تدريسه
لقد ابتدأ السيستاني بإلقاء دروسه في علم الأصول شهر شعبان 1384/ ديسمبر 1964 فأكمل دورته الثالثة في شعبان 1411/ فبراير 1991 فأنجز اثنين وثلاثين كتابًا وبحثًا ورسالة، وهي عدة مجلدات، وكتاب القضاء والبيع والخيارات ورسالة في القبلة وفي الصلاة واللباس المشكوك ورسالة في التقية ورسالة في تاريخ تدوين الحديث في الإسلام ونقد رسالة تصحيح الاسانيد للأردبيلي والفوائد الغروية ورسالة في حكم ما إذا اختلف المجتهدان المتساويان في الفتيا، ومنهاج الصالحين في ثلاث مجلدات ورسالة في تحقيق نسبة كتاب العلل إلى الفضل بن شاذان.
وقد عني ببحوثه وبخاصة بحوث الدرس الخارج وتخرّج عليه عديد، منهم مهدي مرواريد، وحبيب حسينيان، وأحمد المددي، ومصطفى الهرندي، وباقر الإيرواني، وهاشم الهاشمي. وقد أجاز حسن الصفار في 29 ديسمبر 2001.

### مرجعيته الدينية

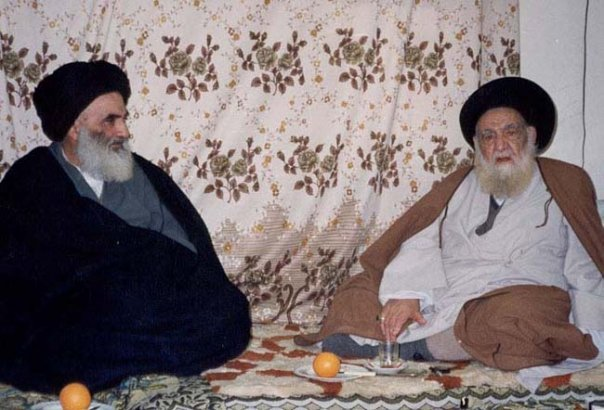
السيد السيستاني مع أستاذه الخوئي.

طلب منه الخوئي في 29 ربيع الثاني 1409/ 8 ديسمبر 1988 أن يقيم الصلاة في محرابه بجامع الخضراء بعد مرضه الذي ألمّ به، فلم يوافق السيستاني أولًا، ثم استجاب وأمّ المصلين في الجمعة 5 جمادى الثانية 1409/ 12 يناير 1989 إلى ثاني جمعة من ذي الحجة 1414/ مايو 1994 حيث أغلق الجامع من قبل السلطة. فاعتبر السيستاني خلفًا للخوئي، فنال تأييد ومساندة كبار العلماء منهم علي البهشتي ومرتضى البروجردي، ثم انضم إليه مقلدو الفقهاء بعد وفاتهم من نحو عبد الأعلى السبزواري توفي 27 صفر 1414/ 15 أغسطس 1993، ومحمد رضا الكُلبِيكاني توفي 24 جمادى الآخرة 1414/ 8 ديسمبر 1993 ومحمد علي الأراكي ومحمد الروحاني. من ثم، أي حوالي 1992، فقد أصبح السيستاني هو المرجع الأعلى للشيعة الإثنا عشرية الأصولية المقيم في النجف.

في أيام غزو العراق حاصرت منزله بمدينة النجف من قبل ما وصفوه الإعلام بـ«جماعات مسلحة من الصدر ثاني» وأمهلته 48 ساعة لمغادرة البلاد، ورفع الحصار عنه في يوم 14 أبريل 2003، بعد سقوط بغداد.
لقد كان لمرجعيته دور بارز في العراق ما بعد السقوط النظام البعثي، حيث أكد الأكاديمي العراقي في الفلسفة عبد الجبار الرفاعي في أغسطس 2020 «المرجعية التقليدية في مجتمع ينتمي إلى الماضي بكل ما فيه، أهم نقطة ارتكاز في العواصف والمنعطفات العظمى التي تعصف بها، مثلما تشاهد في العراق منذ الاحتلال الامريكي. ولك أن تراجع مواقف مرجعية السيد السيستاني في هذه الحقبة، ودورها الحاسم والمحوري منذ 2003 إلى سقوط الموصل وغيرها بيد داعش 2014، فلولا مواقفها الحكيمة؛ لغرقنا أعمق مما نحن فيه اليوم في الفوضى والدم المسفوح..» 

## آرائه ومواقفه

### في السياسة
يرى السيستاني بأن علماء الدين ليس عليهم الدخول في السياسة، ولا يوافق على فكرة «ولاية الفقيه العامة» التي يتبنّاها النظام الإيراني. ويرأي كارولين مارجي سايج في كتابها «آيات الله الوطنيون: القومية في عراق ما بعد صدام حسين» يتمحور دور السيستاني كمرجع ديني بإذابة الشيعة مع باقي الطوائف العراقية من خلال خلق دولة تعددية يعيش الكل تحت مصلحة واحدة. منذ مارس 2003 صرح السيستاني ان الشيعة ليس لهم افضلية بالعراق، لكن متساوين مع الاخرين. قال «الشيعة يريدون استقلال البلاد من الاحتلال حالهم من حال باقي العراقيين والشيعة متساوين مع باقي الطوائف». فعمل على طرح نفسه كقائد وطني لجميع العراقيين. واتخذ مواقف وسطية في الازمات لإرضاء جميع الطوائف. ومنذ الاحتلال الأمريكي عمل السيستاني مع محمد سعيد الحكيم ومحمد إسحاق فياض وبشير النجفي على الدخول بنقاشات لبناء دولة العراق الحديثة لكل الطوائف بلا استثناء. بل كان يحذر اتباعهم من خطر اثارة الطائفية. وأول فتوا سياسية للسيد السيستاني كانت في حزيران/يونيو 2003 بوجوب كتابة الدستور وإقامة انتخابات عامة. «لولا تلك الفتوا و الاصرار عليها و قوتها لتمكن الامريكان من تهميش الشعب العراقي في الحكم، و بنى الامريكان لهم نظام مفضل بالعراق.» ومواقفه السياسية حول النظام الحكم في العراق ما بعد 2003 يوصف عمومًا قريبا من مواقف أهل السنة العراقيين في رفضهم لمبدأ التعيين.
بدأ السيستاني انخراطه في السياسة بعد سقوط الجمهورية العراقية البعثية في يونيو 2003 حيث لم يدعُ إلى مقاومة الغزو الأمريكي للعراق، وأصدر مكتبه في النجف بلاغًا تحدّى به قرار سلطة الائتلاف المؤقتة، تشكيل حكومة مؤقتة من أجل نقل السيادة. فأوجب السيستاني إجراء «انتخابات عامةٌ» يُنتخَبُ على أساسها مجلسٌ تأسيسيّ لكتابة الدستور الجديد، ويُجرى تصويتٌ عامٌّ عليه. وقد دلّت الأحداث على أنه لا يتدخّلُ في السياسة إلا حين يعجُز الجميعُ عن الإتيان بحلّ لمأزق ما، ويأتي دورهُ منقذًا مطلوبًا من الأطراف كلّها. فهو لم يحتفظ بمجرد دور الناصح حينما رأى البلاد على وشك الوقوع في الكارثة خلال المعركة بين القوات متعددة الجنسيات ومقاتلي مقتدى الصدر. فما إن وصلت المعركة إلى ضريح الإمام علي في النجف في أغسطس 2004، عاد السيستاني من رحلته العلاجية من لندن إلى النجف و«سجّل انتصارًا تاريخيًّا عندما جنّب البلاد إراقة الدماء».

#### السياسة الداخلية العراقية
كان له موقف واضح من الانتخابات في العراق فقد أكد ذلك في خطب الجمعة التي يلقيها وكلائه في كربلاء فقد أكد وكيله عبد المهدي الكربلائي في خطبة الجمعة عام2004 قبيل الانتخابات أن السيستاني لا يؤيد أي جهه كانت في الانتخابات وان الأنباء عن تايده لقائه معينه دون أخرى عارية عن الصحة واتت هذه الخطبة بعد أن تداولت بعض القوائم الشيعية انه تلقت الدعم من المرجعية العليا المتمثله بالسيستاني اما في انتخابات 2010 و2014 فقد جدد المواقف بعدم دعم أي قائمه أو شخصية مرشحة ودعى إلى انتخاب الأصلح والانزهه وكذلك ولأول مرة في تاريخ المرجعية المحافظة دعى السيستاني إلى قيام دولة مدنية ويعتبر أول مرجع شيعي في القرن 20 و21 يدعوا إلى الدولة المدنية.

#### دوره في الحرب على الإرهاب
وبعد سقوط محافظة نينوى العراقية تحت سيطرة تنظيم داعش في 10 يونيو 2014 أصدر مكتب المرجع السيستاني في مدينة النجف بياناً أعلن فيه عن قلق المرجع السيستاني البالغ من التطورات الأخيرة في مدينة نينوى ودعا القيادات السياسية العراقية إلى توحيد كلمتها كما أعلن عن دعمه لأبناء القوات المسلحة العراقية في حربها ضد داعش.
وبعد فترة وجيزة جداً وفي يوم 13 حزيران تحديداً أفتى المرجع السيستاني وجوب «الجهاد الكفائي في العراق» ودعا من لديهم القدرة على حمل السلاح إلى الانضمام إلى صفوف القوات العراقية المسلحة لمقاتلة داعش. وتشكلت على أثر هذه الفتوى قوات الحشد الشعبي، ويرى كثير من المسؤولين والمحللين السياسيين في العالم بأن فتوى السيستاني هي التي أنقذت العراق وأجهضت مخططات داعش.

## بياناته
أصدر السيستاني عبر مكتبه في النجف بيانات وتصريحات كثيرة عن أحداث مختلفة في العالم الإسلامي، منه: إدانة إسرائيل في مجزرة جنين في 26 محرم 1423/ 8 أبريل 2002 

## دعوة حصر السلاح بيد الدولة
أكد السيد علي السيستاني في مناسبات عدة على ضرورة حصر السلاح بيد الدولة العراقية وتحكيم سلطة القانون. جاءت هذه الدعوات في سياق التحديات الأمنية التي يواجهها العراق، بما في ذلك انتشار السلاح خارج سيطرة الدولة ووجود فصائل مسلحة متعددة. وتعتبر هذه الدعوة جزءاً أساسياً من رؤيته لبناء دولة قوية ومستقرة في العراق.ففي 4 نوفمبر 2024، وخلال استقباله ممثل الأمين العام للأمم المتحدة ورئيس بعثتها في العراق (يونامي) محمد الحسان، شدد السيستاني على أهمية حصر السلاح بيد الدولة العراقية، مؤكداً أن ذلك لا يتسنى إلا بتحكيم سلطة القانون ومكافحة الفساد على جميع المستويات. وقد تكررت هذه الدعوة في بيانات لاحقة، مما يؤكد على ثبات موقفه من هذه القضية. وفي 2025 جددتْ مرجعية علي السيستاني في النجف بالعراق دعوتها إلى «حصر السلاح بيد الدولة»، في أول موقف بعد إعلان وقف النار بين إيران وإسرائيل، التي كادت أن تجر فصائل عراقية إلى الانخراط في التصعيد. وقال ممثل السيستاني في كربلاء، مساء الخميس، إن «العراق ليس بمنأى عن الأحداث التي تمر بها المنطقة، بعد معركة بين جبهة الحق والعدالة وجبهة الظلم والطغيان»، مشيراً إلى أن «الظروف الحالية التي تمر بها المنطقة بالغة الخطورة». وتابع رجل الدين عبد المهدي الكربلائي: «الشعب العراقي ليس بمنأى عن تداعيات الصراع القائم في المنطقة، وعلى العراقيين التسلح بالوعي والبصيرة، وندعو إلى بناء البلد على أسس صحيحة»وخاطب الكربلائي المسؤولين الحكوميين والسياسيين قائلاً: «اتقوا الله وراعوا مصلحة البلد والشعب، ويجب الحفاظ على المكتسبات بكل قوة وعدم الرجوع إلى الوراء رغم الإخفاقات والسلبيات المتراكمة». وشدد ممثل السيستاني على ضرورة «تصحيح المسار وتدارك ما فات، ومنع التدخلات الخارجية بمختلف وجوهها»، داعياً إلى «حصر السلاح بيد الدولة ومكافحة الفساد». وجاءت دعوة حصر السلاح بيد الدولة بعد نحو 9 سنوات على آخر خطبة للمرجعية قبل أن تغلق أبوابها أمام السياسيين العراقيين، كما أنها المرة الثانية التي تبادر فيها لإعلان موقف واضح خلال الحرب بين إسرائيل وإيران..

## آراء حوله
وصف البابا فرنسيس، بابا الفاتيكان، وصف السيستاني بأنه «رجل الله العظيم الحكيم»، وقال إنه "كان من الجيد لروحه" مقابلته. "شعرت بالفخر"؛ قال البابا عن السيستاني، مُضيفا: "إنه رجل لم يقف أبدًا لتحية شخص ما، ووقف معي مرتين". وقال بابا الفاتيكان: «إنه رجل متواضع وحكيم»، و"كان الاجتماع جيدًا لروحي".
امتدحه الصحفي السعودي جمال خاشقجي لتحريمه الاقتتال الطائفي، وبرأيه أنّ السيستاني قد بعث الهدوء في الشيعة وحرم عليهم قتل السنة، ولذلك رأى جمال أن السيستاني استحق الثناء بل كان ينبغي أن يُمنَح جائزة الملك فيصل العالمية لخدمة الإسلام، ويجب على شيخ الأزهر طنطاوي ومفتي السعودية عبد العزيز آل الشيخ ويوسف القرضاوي أن يذهبوا إليه ويُقبّلوا يديه تقديراً له.
أشار رئيس الجمهورية العراق برهم صالح في 26 فبراير 2020، إلى الدور المهم الذي تلعبه النجف والمرجعية الدينية علي السيستاني عبر الحفاظ على النسيج الاجتماعي بما تمثله المدينة من رمز للاعتدال والتجديد. ثم صرّح في مقابلة مع معهد بروكنز، إن السيستاني لعب دورًا حاسمًا في حماية السلم الاهلي في العراق وفي حماية الأقليات وأن يكون النجف مركزًا للاعتدال، ولا يمكن النظر إليها على أنها قضية شيعية.

## حياته الشخصية
يعيش حياة الزهد في النجف وهو أسلوب حياة تقليدي فيها وقال أحد طلابه أنه كان يعيش على راتب قليل يستلمه من بعض أساتذته قبل أن يصبح مرجعًا وأنه «لا يزال و ـ منذ عشرات السنين ـ يسكن كوخاً من أكواخ النجف القديمة، بأجرة يدفعها في موعدها كل شهر، ويعيش عيشة الزاهد في المظاهر الدنيوية، من دون أن يعبأ بلذة أو إغراء».
هناك بعض المعلومات المختلفة حول جنسيته ومواطنته. فهو ولد خمس سنوات بعد إنشاء المملكة الإيرانية البهلوية التي سقطت في 1979 ولا توجد معلومات دقيقة رسمية حول إعادة الجنسية له بعد إنشاء الجمهورية الإسلامية في إيران. ذكرت بعض المواقع الفارسية أنه احتفظ بجنسيته الإيرانية بعد الثورة وجدده، واسم عائلته هو «مجتهد سيستاني». في 14 مارس 2005 طالب مجلس محافظة النجف من البرلمان العراقي المنتخب، منح السيستاني الجنسية العراقية حيث يقيم بها منذ 1951. والسيستاني نفسه سبق أن شكر العراقيين للمشاركة في انتخابات البرلمان العراقي كانون الثاني 2005، وأشار انه لم يشارك فيها لأنه لا يملك الجنسية العراقية. يعترف العراق بالجنسية المزدوجة. ولكنها لا تعترف إيران بها، وتعتبر المواطنين مزدوجي الجنسية كمواطنين إيرانيين فقط.

## مؤلفاته
له مؤلفات عديدة وبحوث ورسالات في الفقه وأصوله، بالإضافة إلى مؤلفات مخطوطة أخرى ورسائل علمية في الأحكام للمقلدين.
- رسالة في اللباس المشكوك فيه
- رسالة في قاعدة اليد
- رسالة في صلاة المسافر
- رسالة في قاعدة التجاوز والفراغ
- رسالة في القبلة
- رسالة في التقية
- رسالة في قاعدة الالزام
- رسالة في الاجتهاد والتقليد
- رسالة في قاعدة لا ضرر ولا ضرار
- رسالة في الربا
- رسالة في حجية مراسيل ابن أبي عمير
- نقد رسالة تصحيح الأسانيد للأردبيلي
- رسالة في مسالك القدماء في حجية الأخيار

من شروحه:
- شرح العروة الوثقى
- شرح مشيخة التهذيبيين

من كتبه في الفقه وأصوله:
- كتاب القضاء
- كتاب البيع والخيارات

وله أيضًا:
- البحوث الأصولية
- منهاج الصالحين

### فهرس المراجع
1. ↑  L'imam al-Sistani, le plus grand homme d'Irak, est le dalaï-lama chiite et le plus grand journal du Golfe de l'indépendance2017
2. ↑  Nasr, Vali, The Shia Revival, Norton, (2006), p.171
3. ↑  "Home" (بالإنجليزية الأمريكية). Archived from the original on 2021-02-26. Retrieved 2021-03-03.
4. ↑  "The Prospect/FP Top 100 Public Intellectuals" (بالإنجليزية). Archived from the original on 2020-06-15. Retrieved 2021-03-03.
5. ↑  "Opinion / A Nobel for Sistani (Published 2005)" (بالإنجليزية الأمريكية). Archived from the original on 2018-07-10. Retrieved 2021-03-03.
6. 1 2  "Biography – The Official Website of the Office of His Eminence Al-Sayyid Ali Al-Husseini Al-Sistani". www.sistani.org. مؤرشف من الأصل في 2025-03-17. اطلع عليه بتاريخ 2017-05-15.
7. ↑  "A look at the lineage of Grand Ayatollah Sistani". hawzahnews.com (بالفارسية). مؤرشف من الأصل في 2024-12-14.
8. ↑  وكالة أية الله العظمى المرجع الأعلى السيد علي الحسيني السيستاني - موقع الشيخ حسن الصفار نسخة محفوظة 2017-03-23 على موقع واي باك مشين.
9. ↑  search نسخة محفوظة 2021-03-03 على موقع واي باك مشين.
10. ↑  جماعة مقتدى الصدر تحاصر منزل السيستاني في النجف وتمهله وزعماء شيعة آخرين 48 ساعة لمغادرة العراق نسخة محفوظة 2020-01-30 على موقع واي باك مشين.
11. ↑  https://www.mominoun.com/articles/حوار-مع-عبدالجبار-الرفاعي-لا-خلاص-إلا-بالخلاص-من-تديين-الدنيوي-وإعادة-الدين-2537 نسخة محفوظة 2020-10-31 على موقع واي باك مشين.
12. ↑  "العربية نت، آراء السيستاني السياسية". العربية نت. 16 ديسمبر 2024.
13. ↑  "Rattibha". مؤرشف من الأصل في 2021-03-03. اطلع عليه بتاريخ 2021-03-03.
14. ↑  "أي دستور على مقاس كل الأطياف العراقية؟". مؤرشف من الأصل في 2021-03-03. اطلع عليه بتاريخ 2021-03-03.
15. ↑  "الجزيرة نت، سيرة علي السيستاني". موقع الجزيرة نت. 19 سبتمبر 2024. مؤرشف من الأصل في 2024-08-13.
16. ↑  صابرينا ميرفان (2016)، ص.375
17. ↑  صابرينا ميرفان (2016)، ص.376
18. ↑  عباس كاظم (2010). Forging a third way: Sistani’s marja ‘iyya between quietism and wilāyat al-faqīh (بالإنجليزية). لندن، بريطانيا: Routledge. p. 75. ISBN:9780203848807. Archived from the original on 2021-03-03.
19. ↑  بيان مكتب السيستاني حول أحداث الموصل نسخة محفوظة 09 يوليو 2018 على موقع واي باك مشين.
20. ↑  السومرية نيوز نسخة محفوظة 09 يوليو 2018 على موقع واي باك مشين.
21. ↑  بيان سماحة السيد ( دام ظله ) حول الاعتداءات على الشعب الفلسطيني في مخيم جنين - البيانات الصادرة - موقع مكتب سماحة المرجع الديني الأعلى السيد علي الحسيني السيستاني (دام ظله) نسخة محفوظة 2020-12-18 على موقع واي باك مشين.
22. ↑  "السيستاني يجدد الدعوة إلى «حصر السلاح بيد الدولة»". aawsat.com. اطلع عليه بتاريخ 2025-08-16.
23. ↑  "السيستاني يدعو إلى حصر السلاح بيد الدولة ورفض التدخلات الخارجية". aawsat.com. اطلع عليه بتاريخ 2025-08-16.
24. ↑  "السيد السيستاني يشدد على منع التدخلات الخارجية وحصر السلاح بيد الدولة » وكالة الانباء العراقية (واع)". وكالة الانباء العراقية (واع). اطلع عليه بتاريخ 2025-08-16.
25. ↑  حسين، دلشاد (25 يونيو 2025). "الفصائل العراقية الموالية لخامنئي.. وموقف السيستاني من السلاح المنفلت". الحرة. مؤرشف من الأصل في 2025-07-28. اطلع عليه بتاريخ 2025-08-16.
26. ↑  "كيف كان لقاء علي السيستاني وانطباعه عنه.. بابا الفاتيكان يوضح". مؤرشف من الأصل في 2024-08-17. اطلع عليه بتاريخ 2024-12-18.
27. ↑  جمال خاشقجي on Twitter: "هاهو مقالي الذي دعوت فيه منح السيستاني جائزة خدمة الاسلام ونشرته بالوطن 2005 لتحريمه الاقتتال الطائفي. http://t.co/EdTveGUHrN" نسخة محفوظة 11 أكتوبر 2018 على موقع واي باك مشين.
28. ↑  نداء المرجعية - صحيفة صدى الروضتين نسخة محفوظة 15 أكتوبر 2018 على موقع واي باك مشين.
29. ↑  خلال استقباله عدداً من شيوخ عشائرها.. رئيس الجمهورية: النجف تمثل رمزاً للاعتدال وداعمة للتعايش السلمي ونصرة مطالب المواطنين نسخة محفوظة 2021-03-03 على موقع واي باك مشين.
30. ↑  صالح: السيستاني لعب دورا حاسما في حماية الأقليات.. هذا ما سيمثله استقباله للبابا نسخة محفوظة 2021-03-03 على موقع واي باك مشين.
31. ↑  تلميذ السيد السيستاني يكشف تفاصيل الحياة اليومية للمرجعية الدينية نسخة محفوظة 2020-07-18 على موقع واي باك مشين.
32. ↑  آیت‌الله سیستانی شناسنامه ایرانی دارد نسخة محفوظة 2021-03-03 على موقع واي باك مشين.
33. ↑  مرجع ما | پاسخ به یک سوال- آیا آقای سیستانی عراقی است؟ نسخة محفوظة 29 سبتمبر 2020 على موقع واي باك مشين.
34. ↑  البرلمان العراقي الجديد يبحث منح الجنسية العراقية للسيستاني نسخة محفوظة 2020-06-09 على موقع واي باك مشين.
35. ↑  جمعية آل البيت الخيرية نسخة محفوظة 2021-03-03 على موقع واي باك مشين.
36. ↑  السيد السيستاني.. في قلب جميع العراقيين | شفقنا العراق نسخة محفوظة 2021-03-03 على موقع واي باك مشين.
37. ↑  علي الحسيني السيستاني - أبجد نسخة محفوظة 3 مارس 2021 على موقع واي باك مشين.

### معلومات المراجع
- كاظم عبد الفتلاوي (1999). منتخب من أعلام الفكر والأدب (ط. الأولى). بيروت، لبنان: المواهب للطباعة والنشر.
- محمد صادق محمد باقر بحر العلوم (2009). الإمام السيستاني، شيخ المرجعية المعاصرة في النجف الأشرف (ط. الأولى). بيروت، لبنان: دار المحجة البيضاء.
- صلاح عبد الرزاق (2019). السيد السيستاني ودوره السياسي في العراق (ط. الأولى). بيروت، لبنان: دار المحجة البيضاء. ISBN:9786144801086.
- "السيرة الذاتية، موقع مكتب سماحة المرجع الديني الأعلى السيد علي الحسيني السيستاني". sistani.org. مؤرشف من الأصل في 2020-10-26.
- * صابرينا ميرفان، المحرر (2016). النجف، تاريخ وتطور المدينة المقدسة (ط. الأولى). بيروت، لبنان: دار الوراق. ISBN:9789933521615.

## وصلات خارجية
لا توجد روابط لمواقع التواصل الاجتماعي.

- علي السيستاني على موقع IMDb (الإنجليزية)
- علي السيستاني على موقع الموسوعة البريطانية (الإنجليزية)
- علي السيستاني على موقع مونزينجر (الألمانية)
- علي السيستاني على موقع إن إن دي بي (الإنجليزية)
- موقع «مكتب سماحة المرجع الديني الأعلى السيد علي الحسيني السيستاني»
- أجوبة الإستفتاءات الشرعية طبقاً لفتاويه وسيرته في «المرجع الإلكتروني للمعلوماتية»
- «السيستاني» في DW عربية